# Discografia di Bob Marley
Discografia completa del cantante e chitarrista reggae Bob Marley e del suo gruppo, The Wailers.

## Album in studio

### Come "The Wailers"
| Data            | Titolo                  | Etichetta                | Produttore                    |
| 1965            | The Wailing Wailers     | Studio One               | Clement Dodd                  |
| 1970            | Soul Rebels             | Upsetter Records/Trojan  | Lee Perry                     |
| 1971            | Soul Revolution         | Upsetter Records/Trojan  | Lee Perry                     |
| 1971            | Soul Revolution Part II | Upsetter Records/Trojan  | Lee Perry                     |
| 1971            | The Best of The Wailers | Beverley's               | Leslie Kong                   |
| 13 aprile 1973  | Catch a Fire            | Tuff Gong/Island Records | Chris Blackwell e Bob Marley  |
| 1973            | African Herbsman        | Upsetter Records/Trojan  | Lee Perry                     |
| 13 ottobre 1973 | Burnin'                 | Tuff Gong/Island Records | Chris Blackwell e The Wailers |

### Come "Bob Marley & The Wailers"
| Data            | Titolo                  | Etichetta                                 | Produttore                                 |
| 1974            | Rasta Revolution        | Trojan                                    | Lee Perry                                  |
| 25 ottobre 1974 | Natty Dread             | Tuff Gong/Island Records                  | Chris Blackwell e The Wailers              |
| 30 aprile 1976  | Rastaman Vibration      | Tuff Gong/Island Records                  | Bob Marley & The Wailers                   |
| 1977            | Exodus                  | Island Records                            | Bob Marley & The Wailers                   |
| 1978            | Kaya                    | Tuff Gong/Island Records                  | Bob Marley & The Wailers                   |
| 1979            | Survival                | Tuff Gong/Island Records                  | Bob Marley & The Wailers e Alex Sadkin     |
| 10 giugno 1980  | Uprising                | Tuff Gong/Island Records                  | Bob Marley & The Wailers e Chris Blackwell |
| 10 giugno 1981  | Chances Are (Postumo)   | Wea international inc./Warner Music Group | Bob Marley                                 |
| 1983            | Confrontation (Postumo) | Tuff Gong/Island Records                  | Bob Marley & the Wailers e Errol Brown     |

## Compilation
| Data | Titolo                                                                     | Etichetta                | Note |
| 1982 | Interwies                                                                  | Tuff Gong/Island Records | |
| 1982 | The Box Set (non contiene inediti)                                         | Island Records           | |
| 1983 | In the Beginning (non contiene inediti)                                    | Trojan Records           | |
| 1984 | Legend (postumo)                                                           | Tuff Gong/Island Records | 4 Dischi di platino in Argentina, sei di platino e uno d'oro in Svizzera (in anni diversi) |
| 1986 | Rebel Music                                                                | Tuff Gong/Island Records | |
| 1992 | Songs of Freedom                                                           | Tuff Gong/Island Records | |
| 1993 | The Early Years (non contiene inediti)                                     | Trojan Records           | |
| 1995 | Natural Mystic: The Legend Lives On (non contiene inediti)                 | Tuff Gong/Island Records | Disco d'oro in Argentina, disco di platino in Austria, disco d'oro in Svizzera |
| 1997 | Roots of a Legend (non contiene inediti)                                   | Tuff Gong/Island Records | |
| 2000 | The Complete Upsetter Collection                                           | Trojan Records           | Cofanetto di 6 CD comprendente tutte le canzoni (strumentali, cantate, dub e DJ version) uscite sull'etichetta Upsetter Records di Lee Perry |
| 2001 | One Love: The Very Best of Bob Marley & The Wailers (non contiene inediti) | Tuff Gong/Island Records | Disco di platino in Argentina e Austria, disco d'oro e di platino in Canada, disco d'oro in Svizzera |
| 2002 | Bob Marley and The Wailers: Trenchtown Rock (Anthology '69–'78)            | Trojan Records           | |
| 2002 | The Upsetter Singles Boxset (non contiene inediti)                         | Trojan Records           | |
| 2003 | Complete UK Upsetter Singles Collection Vol. 1-4 (non contiene inediti)    | Trojan Records           | Quattro doppi CD contenenti produzioni di Lee Perry "pre-Black Ark"; è un collezione di tutti i singoli su 7 pollici pubblicati su etichetta Upsetter Records (UK) tra il 1969 e il 1973; contiene anche i singoli usciti a nome di Bob Marley e degli Wailers |
| 2004 | Feel Alright (non contiene inediti)                                        | Island Records           | |
| 2005 | Gold (non contiene inediti)                                                | Tuff Gong/Island Records | Disco d'oro in Canada |
| 2005 | Africa Unite: The Singles Collection (non contiene inediti)                | Tuff Gong/Island Records | |
| 2009 | B Is For Bob (non contiene inediti)                                        | Tuff Gong/Island Records | |
| 2012 | The Original Soundtrack (non contiene inediti)                             | Tuff Gong/Island Records | |

### JAD Records
| Data | Titolo                                               | Etichetta   | Note |
| 1994 | Soul almighty                                        | JAD Records |      |
| 1999 | IRock to the Rock (non contiene inediti)             | JAD Records |      |
| 2001 | Natty Rebel (non contiene inediti)                   | JAD Records |      |
| 2004 | Universal Masters Collection (non contiene inediti)  | JAD Records |      |
| 2004 | 127 King Street (non contiene inediti)               | JAD Records |      |
| 2004 | Ammunition Dub Collection                            | JAD Records |      |
| 2004 | Grooving Kingston 12                                 | JAD Records |      |
| 2004 | Fy-Ah, Fy-Ah                                         | JAD Records |      |
| 2004 | Upsetter revolution rhytm                            | JAD Records |      |
| 2005 | Wail'N Soul'M Singles Selecta (non contiene inediti) | JAD Records |      |
| 2005 | Man to man (non contiene inediti)                    | JAD Records |      |

## Album tributo
| Data | Gruppo            | Titolo                            |
| 2001 | Africa Unite      | 20                                |
| 2004 | Groundation       | Tribute to Bob Marley             |
| 2007 | Cultura Profètica | Tribute to the Legend: Bob Marley |

## Album dal vivo
| Data             | Titolo                                                           | Etichetta                | Note                                                                    |
| 5 dicembre 1975  | Live!                                                            | Tuff Gong/Island Records | numero 29 Nella classifica Svedese, disco d'oro in Svizzera             |
| 10 novembre 1978 | Babylon by Bus                                                   | Tuff Gong/Island Records | numero 15 nella classifica Norvegese                                    |
| 4 febbraio 1991  | Talkin' Blues (Registrato nel 1973)                              | Tuff Gong/Island Records | numero 31 Nella classifica Svedese, numero 40 Nella classifica Svizzera |
| 24 giugno 2003   | Live at the Roxy (Registrato nel 1976)                           | Tuff Gong/Island Records |                                                                         |
| 2004             | Burnin' remastered Disk Two: Live at Leeds (Registrato nel 1973) | Tuff Gong/Island Records |                                                                         |
| 2011             | Live Forever (Registrato nel 1980)                               | Tuff Gong/Island Records |                                                                         |

## Singoli
| Data | Lato A                                            | Etichetta - Produzione | Formato | Lato B                                                       | Album di provenienza                     | Note               |
| ---- | ------------------------------------------------- | ---------------------- | ------- | ------------------------------------------------------------ | ---------------------------------------- | ------------------ |
| 1962 | Judge Not                                         | Beverley’s             | 7"      | Do You Still Love Me                                         | -                                        |                    |
| 1962 | One Cup of Coffee                                 | Beverley’s             | 7"      | Snow Boy (Don Drummond)                                      | -                                        |                    |
| 1964 | Simmer Down                                       | Studio One             | 7"      | I Don't Need Your Love                                       | The Wailing Wailers                      |                    |
| 1964 | Climb the ladder                                  | Studio One             | 7"      | Straight and Narrow Way                                      | -                                        |                    |
| 1964 | Destiny                                           | Studio One             | 7"      | I Am Going Home                                              | -                                        |                    |
| 1964 | Do You Remember                                   | Studio One             | 7"      | Go Jimmy Go                                                  | -                                        |                    |
| 1964 | Sound The Trumpet (Christmas is Here)             | Studio One             | 7"      | Tell them lord                                               | -                                        |                    |
| 1964 | Habits                                            | Studio One             | 7"      | Amen                                                         | -                                        |                    |
| 1964 | Don't Ever Leave Me                               | Studio One             | 7"      | Donna                                                        | -                                        |                    |
| 1964 | Oh My Darling                                     | Studio One             | 7"      | Trying To Keep Me Good Man Down (The Hamlins)                | -                                        |                    |
| 1964 | It Hurts To Be Alone                              | Studio One             | 7"      | Mr. Talkative                                                | The Wailing Wailers                      |                    |
| 1964 | I Need You                                        | Studio One             | 7"      | I Don't Want To See You Cry (Ken Boothe)                     | The Wailing Wailers                      |                    |
| 1964 | Lonesome Feeling                                  | Studio One             | 7"      | There She Goes                                               | The Wailing Wailers                      |                    |
| 1965 | Love and Affection                                | Studio One             | 7"      | Teenager in Love                                             | The Wailing Wailers                      |                    |
| 1965 | Do You Feel The Same Way                          | Studio One             | 7"      | One Love                                                     | The Wailing Wailers                      |                    |
| 1965 | One Love - Short                                  | Studio One             | 7"      | Donna                                                        | The Wailing Wailers                      |                    |
| 1965 | Rude Boy                                          | Studio One             | 7"      | Ringo's Theme (Roland Al & The Soul Brothers)                | The Wailing Wailers                      |                    |
| 1965 | I'm still waiting - Alternate 2                   | Studio One             | 7"      | Ska Jerk - Alternate                                         | The Wailing Wailers                      |                    |
| 1965 | Put it on                                         | Studio One             | 7"      | Love won't be mine this way                                  | The Wailing Wailers                      |                    |
| 1965 | Playboy                                           | Studio One             | 7"      | Your Love                                                    | -                                        |                    |
| 1965 | Playboy - Alternate                               | Studio One             | 7"      | Your Love                                                    | -                                        |                    |
| 1965 | Hooligan                                          | Studio One             | 7"      | Maga Dog                                                     | -                                        |                    |
| 1965 | Hooligan Ska                                      | Studio One             | 7"      | Jericho Skank (Jackie Mittoo)                                | -                                        |                    |
| 1965 | Where's The Girl For Me                           | Studio One             | 7"      | Diamond Baby                                                 | -                                        |                    |
| 1965 | And I Love Her                                    | Studio One             | 7"      | Do It Right                                                  | -                                        |                    |
| 1965 | I Made a Mistake                                  | Studio One             | 7"      | The Vow (Bonny & Rita)                                       | -                                        |                    |
| 1965 | Shame and Scandal                                 | Studio One             | 7"      | The Jerk                                                     | -                                        |                    |
| 1965 | Let the Lord Be Seen in Me                        | Studio One             | 7"      | White Christmas                                              | -                                        |                    |
| 1965 | Somewhere To Lay My head                          | Studio One             | 7"      | Another Dance                                                | -                                        |                    |
| 1965 | Another Dance - Alternate                         | Studio One             | 7"      | Hooligan ska                                                 | -                                        |                    |
| 1965 | Lonesome track                                    | Studio One             | 7"      | Wages of Love - Band Version                                 | -                                        |                    |
| 1965 | Just in time                                      | Studio One             | 7"      | I left my sins                                               | -                                        |                    |
| 1965 | Cry to me                                         | Studio One             | 7"      | My Time (Hugh Godfrey)                                       | -                                        |                    |
| 1965 | What's New Pussycat                               | Studio One             | 7"      | Where Will I Find                                            | The Wailing Wailers                      |                    |
| 1966 | What's New Pussycat - full                        | Studio One             | 7"      | Where Will I Find                                            | The Wailing Wailers                      |                    |
| 1966 | Jailhouse                                         | Studio One             | 7"      | Oceans 11 (The City Slickers)                                | -                                        |                    |
| 1966 | Guajara ska                                       | Studio One             | 7"      | Forsaken Friend (Clarendonians)                              | -                                        | senza Bob Marley   |
| 1966 | Sinner man                                        | Studio One             | 7"      | Let Him Go                                                   | -                                        | senza Bob Marley   |
| 1966 | Who feels it knows it                             | Studio One             | 7"      | Sunday morning                                               | -                                        | senza Bob Marley   |
| 1966 | Jerking Time                                      | Studio One             | 7"      | Rock Sweet Rock                                              | -                                        | senza Bob Marley   |
| 1966 | Can't You See                                     | Studio One             | 7"      | Time To Turn (Soulettes)                                     | -                                        | senza Bob Marley   |
| 1966 | Treat Me Good                                     | Studio One             | 7"      | Dancing Time (Peter Touch & The Wailers)                     | -                                        | senza Bob Marley   |
| 1966 | What am i supposed to do                          | Studio One             | 7"      | Do The Bogaloo (Jackie Mittoo & The Soul Bros                | -                                        | senza Bob Marley   |
| 1966 | Dancing shoes                                     | Studio One             | 7"      | Don't Look Back (Peter Touch & The Chorus)                   | -                                        | senza Bob Marley   |
| 1966 | I Stand Predominant                               | Studio One             | 7"      | Come By Here (Norma Frazer)                                  | -                                        | senza Bob Marley   |
| 1966 | I Need You So                                     | Studio One             | 7"      | Dreamland                                                    | -                                        | senza Bob Marley   |
| 1966 | Rolling stone                                     | Studio One             | 7"      | -                                                            | -                                        | senza Bob Marley   |
| 1966 | I'm the Tough                                     | Studio One             | 7"      | No Faith (Marcia Griffiths)                                  | -                                        | senza Bob Marley   |
| 1966 | Bend Down Low                                     | Studio One             | 7"      | Freedom time                                                 | -                                        |                    |
| 1967 | Hypocrites                                        | Wail’N Soul’M          | 7"      | Nice Time                                                    | -                                        |                    |
| 1967 | Mellow mood                                       | Wail’N Soul’M          | 7"      | Thank You Lord                                               | -                                        |                    |
| 1967 | Stir It Up                                        | Wail’N Soul’M          | 7"      | This Train                                                   | -                                        |                    |
| 1967 | Bus them shut                                     | Wail’N Soul’M          | 7"      | Lyrical Satirical I                                          | -                                        |                    |
| 1968 | Funeral                                           | Wail’N Soul’M          | 7"      | Pound Get A Blow                                             | -                                        |                    |
| 1968 | Stepping Razor                                    | Wail’N Soul’M          | 7"      | I'm Hurting Inside                                           | -                                        |                    |
| 1968 | Play Play Play                                    | Wail’N Soul’M          | 7"      | Don't Rock My Boat                                           | -                                        |                    |
| 1968 | Dem A Fi Get A Beatin                             | Wail’N Soul’M          | 7"      | Fire Fire                                                    | -                                        |                    |
| 1968 | Chances Are                                       | Wail’N Soul’M          | 7"      | The Lord Will Make A Way Somehow                             | -                                        |                    |
| 1968 | Mellow Mood - Alternate                           | JAD Records            | 7"      | Bend Down Low - Alternate                                    | -                                        |                    |
| 1968 | Selassie Is The Chapel                            | Mortimer Planno        | 7"      | A Little Prayer                                              | -                                        |                    |
| 1969 | Tread Oh                                          | Wail’N Soul’M          | 7"      | Tread Oh - Version                                           | -                                        |                    |
| 1969 | Feel Alright                                      | Wail’N Soul’M          | 7"      | Rhythm                                                       | -                                        |                    |
| 1969 | Trouble On The Road Again                         | Wail’N Soul’M          | 7"      | Comma Comma                                                  | -                                        |                    |
| 1969 | Sugar Sugar                                       | -                      | 7"      | Green Duck (Peter Tosh)                                      | -                                        |                    |
| 1969 | Black Progress                                    | Wail’N Soul’M          | 7"      | Black Progress - Version                                     | -                                        |                    |
| 1970 | Hold On To This Feeling                           | Tuff Gong              | 7"      | Hold On To This Feeling - Version                            | -                                        |                    |
| 1970 | Adam and Eve                                      | Ted Pouder             | 7"      | Wisdom                                                       | -                                        |                    |
| 1970 | This Train                                        | Ted Pouder             | 7"      | Thank You Lord - Alternate                                   | -                                        |                    |
| 1970 | Soul Shake Down Party                             | Leslie Kong            | 7"      | Soul Shake Down - Version                                    | The Best of The Wailers                  |                    |
| 1970 | Stop The Train                                    | Leslie Kong            | 7"      | Caution                                                      | The Best of The Wailers                  |                    |
| 1970 | Soon Come                                         | Leslie Kong            | 7"      | Soon Come - Version                                          | The Best of The Wailers                  |                    |
| 1970 | Mr. Chatterbox                                    | Bunny Lee              | 7"      | Good Night My Love (The Corsairs)                            | -                                        |                    |
| 1970 | Mr. Chatterbox                                    | Bunny Lee              | 7"      | Mr. Chatterbox - Alternate                                   | -                                        |                    |
| 1970 | More Axe (Smal Axe Alternate)                     | Upsetter               | 7"      | Axe Man (Small Axe Binghi Version)                           | -                                        |                    |
| 1970 | Man To Man (Who The Cap Fit)                      | Upsetter               | 7"      | Nicoteen (Man to Man Version)                                | -                                        |                    |
| 1970 | Run for Cover (Soul Rebel Alternate)              | Wail’N Soul’M          | 7"      | To The Rescue (Sun is Shining)                               | Soul Revolution                          |                    |
| 1970 | Duppy Conqueror                                   | Upsetter               | 7"      | Zig Zag - Duppy Conqueror - Instrumental                     | Soul Revolution, Soul Revolution Part II |                    |
| 1970 | Upsetting Station (Duppy Conqueror)               | Upsetter               | 7"      | Dig Your Grave (Dave Barker & The Upsetters)                 | -                                        |                    |
| 1970 | Don't let the Sun                                 | Upsetter               | 7"      | Sound Underground (Dave Barker)                              | -                                        |                    |
| 1970 | My Cup                                            | Upsetter               | 7"      | My Cup - Version                                             | Soul Rebels                              |                    |
| 1970 | Soul Rebel                                        | Upsetter               | 7"      | Soul Rebel - Version                                         | Soul Rebels                              |                    |
| 1971 | Soul Rebel - Version 3                            | Tuff Gong              | 7"      | Nice Time - 71 Version                                       | Soul Rebels                              |                    |
| 1971 | Give Me A Ticket                                  | Tempa                  | 7"      | The Letter Version (Give Me A Ticket Alternate)              | -                                        |                    |
| 1971 | Small Axe                                         | Upsetter               | 7"      | Shocks (Small Axe Version)                                   | -                                        |                    |
| 1971 | What a Confusion                                  | Upsetter               | 7"      | What a Confusion - Version                                   | -                                        |                    |
| 1971 | What a Confusion - Earthquake                     | Upsetter               | 7"      | A Place Called Africa (Junior Byles)                         | -                                        |                    |
| 1971 | What a Confusion - Earthquake Version             | Upsetter               | 7"      | Dark Moon (The Upsetters)                                    | -                                        |                    |
| 1971 | Picture on the Wall - V3                          | Upsetter               | 7"      | Picture on the Wall                                          | -                                        |                    |
| 1971 | Corner Stone - Jah Is Mighty                      | Upsetter               | 7"      | Second Hand                                                  | -                                        |                    |
| 1971 | All in one                                        | Upsetter               | 7"      | All in one Pt. 2                                             | -                                        |                    |
| 1971 | Don't Cross The Nation (Little Roy w/ Peter Tosh) | Upsetter               | 7"      | Copasetic (All in one instrumental)                          | -                                        |                    |
| 1971 | Second Hand                                       | Upsetter               | 7"      | Second Hand - Dub Version                                    | -                                        |                    |
| 1971 | Downpresser                                       | Upsetter               | 7"      | Downpresser - Version                                        | -                                        |                    |
| 1971 | Send Me That Love                                 | Upsetter               | 7"      | Love Light - Alternate                                       | -                                        |                    |
| 1971 | Dreamland                                         | Upsetter               | 7"      | Dreamland - Version                                          | -                                        |                    |
| 1971 | Sun Is Shining - DJ ft. Johnny Lover              | Upsetter               | 7"      | Sun is Shining - Version 2                                   | -                                        |                    |
| 1971 | Pour Down The Sunshine (Let The Sun Shine One Me) | Tuff Gong              | 7"      | I Like It Like This (Satisfy My Soul)                        | -                                        |                    |
| 1971 | Trench town rock                                  | Tuff Gong              | 7"      | Trench town rock - Grooving Kingston 12                      | -                                        |                    |
| 1971 | Trench town rock - Kingston 12 Shuffle            | Tuff Gong              | 7"      | Kingston 12 Shuffle Version                                  | -                                        |                    |
| 1971 | Concrete Jungle                                   | Tuff Gong              | 7"      | I'm Hurting Inside                                           | -                                        |                    |
| 1971 | Concrete Jungle - Alternate                       | Tuff Gong              | 7"      | Ammunition (Concrete Jungle Dub)                             | -                                        |                    |
| 1971 | Screw Face                                        | Tuff Gong              | 7"      | Face Man (Screw Face Version)                                | -                                        |                    |
| 1971 | Redder Than Red                                   | Tuff Gong              | 7"      | Red                                                          | -                                        |                    |
| 1971 | Red                                               | Tuff Gong              | 7"      | Red - Alternate                                              | -                                        |                    |
| 1971 | Guava Jelly                                       | Tuff Gong              | 7"      | Guava                                                        | -                                        |                    |
| 1971 | Arise Blackman (Peter Tosh)                       | Joe Gibbs              | 7"      | Arise Blackman - Version                                     | -                                        |                    |
| 1971 | Satisfy My Soul Babe                              | Tuff Gong              | 7"      | Satisfy My Soul Babe - Version                               | -                                        |                    |
| 1971 | Jah Jah Power & More Power (Satisfy My Soul)      | Tuff Gong              | 7"      | Jah Jah - Version                                            | -                                        |                    |
| 1971 | Lively Up Yourself                                | Tuff Gong              | 7"      | Live                                                         | -                                        |                    |
| 1971 | Craven Choke Puppy                                | Tuff Gong              | 7"      | Choke                                                        | -                                        |                    |
| 1971 | Lick Samba                                        | Tuff Gong              | 7"      | Samba                                                        | -                                        |                    |
| 1971 | Once Bitten                                       | Tuff Gong              | 7"      | Once Bitten - Version                                        | -                                        |                    |
| 1971 | Here Comes The Sun                                | Tuff Gong              | 7"      | Here Comes The Sun - Version                                 | -                                        |                    |
| 1971 | Lion                                              | Tuff Gong              | 7"      | Lion - Version                                               | -                                        |                    |
| 1971 | Oppressor Man                                     | Trans-AM               | 7"      | Oppressor Man - Version                                      | -                                        |                    |
| 1971 | Kaya                                              | Upsetter               | 7"      | Kaya - Version 1                                             | Soul Revolution                          |                    |
| 1971 | Turn Me Loose (Kaya Alternate)                    | Upsetter               | 7"      | Kaya - Version 2 Scat Mix                                    | Soul Revolution                          |                    |
| 1971 | Mr Brown                                          | Upsetter               | 7"      | Dracula (Who Is Mr. Brown Version)                           | Soul Revolution                          |                    |
| 1972 | African Herbsman                                  | Upsetter               | 7"      | Keep on Moving                                               | Soul Revolution                          |                    |
| 1972 | African Herbsman                                  | Upsetter               | 7"      | Stand Alone                                                  | Soul Revolution                          |                    |
| 1972 | Reggae on Broadway                                | JAD Records            | 7"      | Oh lord got to get there                                     | -                                        |                    |
| 1972 | Can't Blame the Youth                             | Intel-Diplo            | 7"      | Can't Blame the Youth - Version                              | -                                        |                    |
| 1972 | No Mercy                                          | Intel-Diplo            | 7"      | No Mercy - Version                                           | -                                        |                    |
| 1972 | Midnight Ravers - Edit                            | Tuff Gong              | 7"      | Ravers                                                       | Catch a Fire                             |                    |
| 1972 | Rock it Baby - Edit                               | Tuff Gong              | 7"      | Rock it - Version                                            | Catch a Fire                             |                    |
| 1973 | Rock It Baby - Short Edit Mono                    | Tuff Gong              | 7"      | Rock It Baby - Stereo                                        | Catch a Fire                             |                    |
| 1973 | Baby Baby We´Ve Got A Date - Short Edit Stereo    | Blue Mountain          | 7"      | Stop That Train - Instrumental                               | Catch a Fire                             |                    |
| 1973 | Concrete Jungle - Edit Mono                       | Tuff Gong              | 7"      | Reincarnated Soul - 7 Version                                | Catch a Fire                             |                    |
| 1973 | Get Up, Stand Up - Stereo                         | Island                 | 7"      | Get Up, Stand Up - Mono                                      | Burnin'                                  |                    |
| 1973 | I Shot The Sheriff - Short Edit                   | Tuff Gong              | 7"      | Put it on                                                    | Burnin'                                  |                    |
| 1973 | Curfew (Burning and Lootin edit)                  | Tuff Gong              | 7"      | Chant I (Rastaman Chant edit)                                | Burnin'                                  |                    |
| 1973 | Feel Alrigh - Dub Feeling                         | Fam’s                  | 7"      | Trouble Dub (Trouble On The Road Again Alternate)            | -                                        | incise nel 1969-71 |
| 1973 | Dog Teeth                                         | Intel-Diplo            | 7"      | Stepping Razor                                               | -                                        | incisa nel 1971    |
| 1973 | Burial (Funeral)                                  | Intel-Diplo            | 7"      | Burial - Version                                             | -                                        |                    |
| 1974 | Mark of the Beast                                 | Intel-Diplo            | 7"      | Mark of the Beast - Version                                  | -                                        |                    |
| 1974 | Knotty Dread - Edit                               | Tuff Gong              | 7"      | Knotty Dread - Version                                       | Natty Dread                              |                    |
| 1974 | Lively up Yourself                                | Tuff Gong              | 7"      | Lively Dub                                                   | Natty Dread                              |                    |
| 1974 | Lively up Yourself - Edit                         | Island                 | 7"      | So Jah Seh                                                   | Natty Dread                              |                    |
| 1974 | Them Belly Full - Edit                            | Tuff Gong              | 7"      | Belly Full - Version                                         | Natty Dread                              |                    |
| 1974 | Road Block - Edit (Rebel Music)                   | Tuff Gong              | 7"      | Rebel Music - Road Block Edit (Rebel Music Edit)             | Natty Dread                              |                    |
| 1974 | Road Block - Alternate Mix (Rebel Music)          | Tuff Gong              | 7"      | Rebel Music Road Block Version (Rebel Music Version)         | Natty Dread                              |                    |
| 1974 | Road Block - Edit (Rebel Music)                   | Tuff Gong              | 7"      | Rebel Music - Road Block Bongo Version (Rebel Music Version) | Natty Dread                              |                    |
| 1975 | So Jah Seh - Edit                                 | Island                 | 7"      | Natty Dread                                                  | Natty Dread                              |                    |
| 1975 | Talking Blues - Edit                              | Tuff Gong              | 7"      | Talking Blues - Version                                      | Natty Dread                              |                    |
| 1975 | Bend Down Low - Black Ark Mix                     | Black Ark              | 7"      | Talking Blues                                                | Natty Dread                              |                    |
| 1975 | No Woman No cry - Live Edit                       | Tuff Gong              | 7"      | Kinky Reggae - Live                                          | Live!                                    |                    |
| 1975 | Jah Live                                          | Tuff Gong              | 7"      | Concrete (Jah Live Dub)                                      | -                                        |                    |
| 1975 | Jah Live                                          | Tuff Gong              | 7"      | Concrete - Alt Mix (Jah Live Dub)                            | -                                        |                    |
| 1975 | Jah Live                                          | Tuff Gong              | 7"      | Jah Live - Version                                           | -                                        |                    |
| 1976 | Smile Jamaica - pt. 1 fast                        | Tuff Gong              | 7"      | Smile Jamaica - pt. 2 fast                                   | -                                        |                    |
| 1976 | Smile Jamaica - pt. 1 slow                        | Tuff Gong              | 7"      | Smile Jamaica - pt. 2 slow                                   | -                                        |                    |
| 1976 | Smile Jamaica - pt. 1 slow edit                   | Tuff Gong              | 7"      | Smile Jamaica - pt. 2 slow edit                              | -                                        |                    |
| 1976 | Rat Race - Edit                                   | Island                 | 7"      | Rat Race pt. 2                                               | Rastaman Vibration                       |                    |
| 1976 | Rat Race                                          | Tuff Gong              | 7"      | Rat Race - 2 Horn Version                                    | Rastaman Vibration                       |                    |
| 1976 | Rat Race - Alternate                              | Tuff Gong              | 7"      | Rat Race pt.2                                                | Rastaman Vibration                       |                    |
| 1976 | Rat Race pt. 2                                    | Tuff Gong              | 7"      | Rat Race pt.2 - Version                                      | Rastaman Vibration                       |                    |
| 1976 | Who The Cap Fit                                   | Island                 | 7"      | Who The Cap Fit - Instrumental                               | Rastaman Vibration                       |                    |
| 1976 | Who The Cap Fit - Edit                            | Island                 | 7"      | Who The Cap Fit - Pt.2                                       | Rastaman Vibration                       |                    |
| 1976 | Who The Cap Fit - Short                           | Island                 | 7"      | -                                                            | Rastaman Vibration                       |                    |
| 1976 | Roots Rock Reggae - Edit                          | Island                 | 7"      | Roots Rock Reggae - Edit                                     | Rastaman Vibration                       |                    |
| 1977 | Punky Reggae Party                                | Tuff Gong              | 12"     | Punky Dub                                                    | -                                        |                    |
| 1977 | Punky Reggae Party - Extended                     | Tuff Gong              | 12"     | Punky Version                                                | -                                        |                    |
| 1977 | Punky Reggae Party - pt. 1                        | Black Ark              | 12"     | Punky Reggae Party - pt. 2                                   | -                                        |                    |
| 1977 | Exodus - 7 Edit 1                                 | Tuff Gong              | 7"      | Exodus - Instrumental                                        | Exodus                                   |                    |
| 1977 | Exodus - 7 Edit 2                                 | Tuff Gong              | 7"      | Exodus - Instrumental                                        | Exodus                                   |                    |
| 1977 | Jamming - Edit                                    | Island                 | 7"      | Punky Reggae Party - Edit                                    | Exodus                                   |                    |
| 1977 | Jamming - Long Version (12 Mix)                   | Tuff Gong              | 12"     | Punky Reggae Party - Long Version (12 Take 1)                | Exodus                                   |                    |
| 1977 | Jamming                                           | Island                 | 7"      | Punky Reggae Party - 7 Take 1                                | Exodus                                   |                    |
| 1977 | Waiting in Vain - 7 Edit                          | Island                 | 7"      | One Love                                                     | Exodus                                   |                    |
| 1977 | Waiting in Vain - 12 Version                      | Tuff Gong              | 12"     | Roots                                                        | Exodus                                   |                    |
| 1977 | Waiting in Vain - Advert Mix                      | Island                 | 7"      | Waiting in Vain - Advert Mix                                 | Exodus                                   |                    |
| 1978 | Smile Jamaica - 12 fast                           | Island                 | 12"     | -                                                            | -                                        |                    |
| 1978 | Satisfy My Soul - Edit                            | Island                 | 7"      | Smile Jamaica - long fast                                    | Kaya                                     | '                  |
| 1978 | Crisis - 7 Version                                | Island                 | 7"      | -                                                            | Kaya                                     |                    |
| 1978 | Is This Love                                      | Island                 | 12"     | Is this Dub                                                  | Kaya                                     |                    |
| 1978 | Is This Love                                      | Island                 | 7"      | Crisis - Version                                             | Kaya                                     |                    |
| 1978 | Is This Love - Edit                               | Island                 | 7"      | Is This Love - Edit                                          | Kaya                                     |                    |
| 1978 | Is This Love - Live Edit                          | Island                 | 12"     | Kinky Reggae - Live                                          | Babylon by Bus                           |                    |
| 1978 | Stir it Up - Live Edit                            | Island                 | 7"      | Rat Race - Live                                              | Babylon by Bus                           |                    |
| 1979 | Ambush in the night - 7 Version                   | Tuff Gong              | 7"      | Ambush in dub                                                | Survival                                 |                    |
| 1979 | One Drop - Edit                                   | Tuff Gong              | 7"      | One Dub - Edit                                               | Survival                                 |                    |
| 1979 | One Drop - Edit                                   | Tuff Gong              | 7"      | One Drop - Version                                           | Survival                                 |                    |
| 1979 | Ride Natty Ride - 12 Mix                          | Island                 | 12"     | Ride Dis Yah Dub                                             | Survival                                 |                    |
| 1979 | So Much Trouble - Edit                            | Island                 | 7"      | So Much Trouble - Instrumental                               | Survival                                 |                    |
| 1979 | Wake Up and Live - Stereo Edit                    | Island                 | 7"      | Wake Up and Live - Mono Edit                                 | Survival                                 |                    |
| 1979 | Wake Up and Live                                  | Island                 | 7"      | Wake Up and Live - Pt. 2                                     | Survival                                 |                    |
| 1979 | Blackman Redemption - Original Mix                | Tuff Gong              | 7"      | Blackman Redemption - Dub Version                            | Confrontation                            |                    |
| 1979 | Rastaman Live Up! - Original Mix                  | Tuff Gong              | 7"      | Don't Give Up                                                | Confrontation                            |                    |
| 1980 | Ride Natty Ride - 7 Edit 1                        | Tuff Gong              | 7"      | Ride Natty Ride - Band Version                               | Survival                                 |                    |
| 1980 | Pimper's Paradise                                 | Tuff Gong              | 7"      | Pimper's Paradise - Dub                                      | Uprising                                 |                    |
| 1980 | Could You Be Loved - 12 Mix                       | Tuff Gong              | 12"     | One Love                                                     | Uprising                                 |                    |
| 1980 | Could You Be Loved - Stereo Edit                  | Island                 | 7"      | Could You Be Loved - Mono Edit                               | Uprising                                 |                    |
| 1980 | Redemption Song - Band Version                    | Tuff Gong              | 12"     | Zion Express                                                 | Uprising                                 |                    |
| 1980 | Redemption Song / Redemption Song - Band Version  | Island                 | 12"     | Redemption Song - Smokeyroom Dubmix                          | Uprising                                 |                    |
| 1980 | Bad Card                                          | Tuff Gong              | 7"      | Bad Card - Rub A Duub Style                                  | Uprising                                 |                    |
| 1980 | Coming In From The Cold - Edit                    | Tuff Gong              | 7"      | Dubbing from the Cold                                        | Uprising                                 |                    |
| 1980 | Coming In From The Cold - 12 Mix                  | Tuff Gong              | 7"      | Ride Natty Ride                                              | Uprising                                 |                    |
| 1980 | Coming In From The Cold - Stereo                  | Tuff Gong              | 7"      | Coming From The Cold - Mono                                  | Uprising                                 |                    |
| 1981 | Smile Jamaica - 7 Fast                            | Tuff Gong              | 7"      | Jah Live                                                     | -                                        |                    |
| 1981 | Reggae On Broadway - Long 1                       | Wea                    | 7"      | Gonna Get You (68)                                           | -                                        | incisa nel 1971    |
| 1981 | Reggae On Broadway - Long 1                       | Wea                    | 7"      | Reggae on Broadway - Short 1                                 | -                                        | incisa nel 1971    |
| 1981 | Reggae On Broadway - Long 2                       | Wea                    | 7"      | Reggae on Broadway - Short 2                                 | -                                        | incisa nel 1971    |
| 1981 | Ride Natty Ride - 12 Band Version                 | Tuff Gong              | 12"     | Zion Train - Remix                                           | Survival                                 |                    |
| 1981 | I Know - 7 Version                                | Tuff Gong              | 7"      | I Know - 7 Dub Version                                       | Confrontation                            | incisa nel 1975    |
| 1981 | I Know - 12 Version                               | Tuff Gong              | 12"     | I Know - 12 Dub Version                                      | Confrontation                            | incisa nel 1975    |
| 1982 | Trench Town - Long Mix                            | Tuff Gong              | 12"     | Dub in Trench Town                                           | Confrontation                            | incisa nel 1978-80 |
| 1982 | Trench Town - Shoer Mix                           | Tuff Gong              | 12"     | Dub in Trench Town                                           | Confrontation                            | incisa nel 1978-80 |
| 1982 | Hammer                                            | Flying Tiger Records   | 7"      | There She Goes                                               | -                                        | incise nel 1968    |
| ?    | Rainbow Country - Vocal Track                     | Disco 101              | 12"     | Rainbow Country - Riddim Track                               | -                                        | incise nel 1975    |
| 1982 | Rainbow Country - 7 Mix                           | Bellaphone             | 12"     | Natural Mystic - Short                                       | -                                        | incise nel 1975    |
| 1983 | Rainbow Country - 7 Mix                           | ?                      | 7"      | Rainbow Country - Version                                    | -                                        | incise nel 1975    |
| 1983 | Rainbow Country - Edit                            | ?                      | 12"     | Natural Mystic - Short                                       | -                                        | incise nel 1975    |
| 1983 | Buffalo Soldier - Edit                            | Island                 | 7"      | Buffalo Soldier - Edit Dub                                   | Confrontation                            | incisa nel 1980    |
| 1983 | Buffalo Soldier - Mix                             | Tuff Gong              | 7"      | Buffalo Soldier - Version                                    | Confrontation                            | incisa nel 1980    |
| 1983 | Buffalo Soldier - 12 Version                      | Tuff Gong              | 12"     | Buffalo Soldier - Long Dub                                   | Confrontation                            | incisa nel 1980    |
| 1983 | Mix Up Mix Up                                     | Island                 | 12"     | Mix Up Mix Up - 12 Edit                                      | Confrontation                            | incisa nel 1980    |
| 1983 | Mix Up Mix Up - 7 Edit                            | Island                 | 7"      | Trench Town                                                  | Confrontation                            | incisa nel 1980    |
| 1983 | Natural Mystic - 12 Mix                           | Daddy Kool             | 12"     | Natural Dub                                                  | Exodus                                   | incise nel 1975    |
| 1983 | Natural Mystic - 12 Mix                           | Daddy Kool             | 12"     | Natural Rhytm                                                | Exodus                                   | incise nel 1975    |
| 1984 | Waiting in Vain - Edit                            | Island                 | 7"      | -                                                            | Exodus                                   | incisa nel 77      |
| 1984 | Waiting in Vain - Remix                           | Island                 | 12"     | -                                                            | Exodus                                   | incisa nel 77      |
| 1984 | One Love - Dub                                    | Island                 | 12"     | One Love - 12 Mix / Keep on Mouving - London Version         | Exodus                                   | incise nel 77      |
| 1984 | One Love - Remix                                  | Island                 | 7"      | So Much Trouble                                              | Exodus                                   | incise nel 77      |
| 1984 | Three little birds - Mix                          | Island                 | 7"      | Three little birds - dub                                     | Exodus                                   | incise nel 77      |
| 1984 | No Woman No Cry - Remix                           | -                      | 12"     | -                                                            | Natty Dread                              | incisa nel 1974    |
| 1984 | Rainbow Country - 12 Mix                          | Daddy Kool             | 12"     | Rainbow Country - Dub                                        | -                                        | incise nel 1975    |
| 1985 | Buffalo Soldier - King Sporty Mix                 | -                      | 7"      | Three Little Birds / Three Little Birds Dub                  | Confrontation                            | incisa nel 1980    |
| 1992 | Ride Natty Ride - Long version                    | -                      | 12"     | -                                                            | Uprising                                 | incisa nel 1980    |

## Altre canzoni
- 1964 - Dance with me, pubblicata nel 1999 in Destiny Rare Ska Sides From Studio 1
- 1964 - Nobody Knows, pubblicata nel 2000 in Climb The Ladder
- 1964 - True Confessions, pubblicata nel 2006 in One Love At Studio One
- 1964 - Wings of a Dove, pubblicata nel 2000 in Climb The Ladder
- 1965 - Where is my mother (band take), pubblicata nel 1999 in Destiny Rare Ska Sides From Studio 1
- 1968 - Falling in and out of love, pubblicata nel 1997 in The Complete Bob Marley & the Wailers
- 1968 - One Love, True Love (demo), pubblicata nel 2004 in Fy-Ah Fy-Ah The Jad Masters
- 1968 - Splish for my splash, pubblicata nel 1997 in The Complete Bob Marley & the Wailers
- 1968 - Stranger on the Shore, pubblicata nel 2004 in Fy-Ah Fy-Ah The Jad Masters
- 1968 - You Think I Have No Feelings (remix), pubblicata nel 1996 in Soul Almighty
- 1968 - What Goes Around Comes Around, pubblicata nel 2004 in Fy-Ah Fy-Ah The Jad Masters
- 1968 - Milk Shake & Potato Chips, pubblicata nel 2004 in Fy-Ah Fy-Ah The Jad Masters
- 1968 - The World Is Changing, pubblicata nel 2004 in Fy-Ah Fy-Ah The Jad Masters
- 1968 - Touch Me, pubblicata nel 1997 in The Complete Bob Marley & the Wailers
- 1968 - Treat You Right, pubblicata nel 1997 in The Complete Bob Marley & the Wailers
- 1968 - Gonna Get You, pubblicata nel 1997 in The Complete Bob Marley & the Wailers
- 1968 - Music Gonna Teach (Music Lesson), pubblicata nel 2004 in Grooving Kingston
- 1968 - Rhapsody (ft. Rita Marley), pubblicata nel 1997 in The Complete Bob Marley & the Wailers
- 1968 - Stay with Me, pubblicata nel 1997 in The Complete Bob Marley & the Wailers
- 1968 - Heat Of The Day (acoustic), pubblicata in Ultra Rarities
- 1968 - Couldn't resist (acoustic), pubblicata in Let The Saints Through JAD Demos
- 1968 - Do you mean it (acoustic), pubblicata in Let The Saints Through JAD Demos
- 1968 - Eleanor rigby (acoustic), pubblicata in Let The Saints Through JAD Demos
- 1968 - Faithful (acoustic), pubblicata in Let The Saints Through JAD Demos
- 1968 - For once in my life (acoustic), pubblicata in Let The Saints Through JAD Demos
- 1968 - Lord sent me from zion (acoustic), pubblicata in Let The Saints Through JAD Demos
- 1968 - This my life (acoustic), pubblicata in Let The Saints Through JAD Demos
- 1968 - What's the matter baby (acoustic), pubblicata in Let The Saints Through JAD Demos
- 1968 - You don't love me (acoustic), pubblicata in Let The Saints Through JAD Demos
- 1968 - You've got it (acoustic), pubblicata in Let The Saints Through JAD Demos
- 1968 - Set my night on fire (acoustic), pubblicata in Eleanor Rigby Tapes
- 1968 - my head is spinning (acoustic), pubblicata in Eleanor Rigby Tapes
- 1968 - you make me feel alright (acoustic), pubblicata in Eleanor Rigby Tapes
- 1968 - son of a gun (acoustic), pubblicata in Eleanor Rigby Tapes
- 1968 - even though you don't love me (acoustic), pubblicata in Eleanor Rigby Tapes
- 1968 - See You Walking Down (acoustic), pubblicata in Eleanor Rigby Tapes
- 1968 - want you to know (acoustic), pubblicata in Eleanor Rigby Tapes
- 1968 - have you heard (acoustic), pubblicata in Eleanor Rigby Tapes
- 1968 - oh boy / come on baby (acoustic), pubblicata in Eleanor Rigby Tapes
- 1968 - Every time (acoustic), pubblicata in Eleanor Rigby Tapes
- 1968 - I See People (acoustic), pubblicata in Eleanor Rigby Tapes
- 1968 - Just When I Need You (acoustic), pubblicata in Eleanor Rigby Tapes
- 1968 - My Baby's Gone (acoustic), pubblicata in Eleanor Rigby Tapes
- 1968 - make you river come down (acoustic), pubblicata in Eleanor Rigby Tapes
- 1968 - The Sun Going Down (acoustic), pubblicata in Eleanor Rigby Tapes
- 1968 - Butterfly (acoustic), pubblicata in Eleanor Rigby Tapes
- 1968 - Get It To Me (acoustic), pubblicata in Eleanor Rigby Tapes
- 1968 - Let's Get Things started (acoustic), pubblicata in Eleanor Rigby Tapes
- 1968 - because i love you (acoustic), pubblicata in Eleanor Rigby Tapes
- 1968 - I'm getting ready (acoustic), pubblicata in Eleanor Rigby Tapes
- 1968 - This My Life (acoustic), pubblicata in Eleanor Rigby Tapes
- 1970 - Cloud Nine, pubblicata in The Complete Upsetter Collection
- 1970 - Long Long Winter, pubblicata nel 1997 in The Complete Bob Marley & the Wailers
- 1971 - Dewdrops, pubblicata nel 2004 in Grooving Kingston
- 1971 - Why Should I, pubblicata in Ultra Rarities
- 1972 - Keep On Skanking pubblicata nel 1997 in The Complete Bob Marley & the Wailers
- ? - All it Takes pubblicata in Nash & Sims Demo
- ? - Marcia Got To Lead The West pubblicata in Santana's Secret Tape
- ? - Instrumental pubblicata in Santana's Secret Tape
- ? - Talking Dub pubblicata in 7'' & 12'' Dubs And B-sides
- 1972 - High Tide or Low Tide, pubblicata nel maggio 1992 nel box set Songs of Freedom
- 1974 - Iron Lion Zion, pubblicata nel maggio 1992 nel box set Songs of Freedom
- 1976 - Have Faith In The Lord (Instrumental), pubblicata in Ultra Rarities
- 1976 - Are You Ready, pubblicata in The Yvette Acoustic Tape
- 1976 - When I Get To You, pubblicata in The Yvette Acoustic Tape
- 1976 - God of All Ages, pubblicata in The Yvette Acoustic Tape
- 1976 - Rumors, pubblicata in The Yvette Acoustic Tape
- 1976 - They Set You Up My Son, pubblicata in The Yvette Acoustic Tape
- 1976 - Oh What A Day, pubblicata in The Yvette Acoustic Tape
- 1977 - Who Colt the Game, pubblicata nel 2000 in The Complete Upsetter Collection
- 1978 - So Long Rastafari Call You (Instrumental), pubblicata in Ultra Rarities
- 1978 - Cheer Up, pubblicata in Bob Marley and the Wailers
- 1979 - Instrumental 1, pubblicata in Dada Demos
- 1979 - Instrumental 2, pubblicata in Dada Demos
- 1979 - Instrumental 3, pubblicata in Dada Demos
- 1979 - Babylon Feel Dis One, pubblicata in Dada Demos
- 1979 - Jungle Fever, pubblicata in Dada Demos
- 1979 - Little Jam, pubblicata in Survival Demos
- 1979 - Wounded Lion, pubblicata in Wounded Lion Sessions
- 1979 - You Talk Too Much, pubblicata in Wounded Lion Sessions
- 1979 - Babylon System, pubblicata in Wounded Lion Sessions
- 1980 - Bass Is Heavy (We're Having A Real Good Time), pubblicata in Ultra Rarities
- 1980 - Slogans, pubblicata in Ultra Rarities
- 1980 - Russian Invasion, pubblicata in Ultra Rarities
- 1980 - Istrumental, pubblicata in Ultra Rarities
- 1980 - Everyday Is Such A Lonely Day(acoustic), pubblicata in Ultra Rarities
- 1980 - Can't Bow Inna Babylon(acoustic), pubblicata in Ultra Rarities
- 1980 - Cry on(acoustic), pubblicata in Ultra Rarities
- 1980 - Feeling Irie (acoustic), pubblicata in Ultra Rarities
- 1980 - Down by the river (acoustic), pubblicata in Ultra Rarities
- 1980 - Pomps & Pride (acoustic)
- 1980 - All on board

## Cover
| Artista                     | Canzone                      | Album                                      | Anno |
| --------------------------- | ---------------------------- | ------------------------------------------ | ---- |
| Johnny Nash                 | Stir It Up                   | I Can See Clearly Now                      | 1972 |
| Eric Clapton                | I Shot the Sheriff           | 461 Ocean Boulevard                        | 1974 |
| Boney M                     | No Woman, No Cry             | Take The Heat Off Me                       | 1976 |
| Stiff Little Fingers        | Johnny Was                   | Inflammable Material                       | 1979 |
| Shakespears Sister          | Could You Be Loved           | Sacred Heart                               | 1989 |
| The Black Crowes            | Time Will Tell               | The Southern Harmony and Musical Companion | 1992 |
| Annie Lennox                | Waiting in Vain              | Medusa                                     | 1995 |
| Wyclef Jean with The Fugees | No Woman, No Cry             | The Score                                  | 1996 |
| Sublime                     | Trenchtown Rock              | Second-hand Smoke                          | 1997 |
| Warren G                    | I shot the sheriff           | Take a look over your shoulder             | 1997 |
| Funkstar De Luxe            | Sun Is Shining               | Singolo                                    | 1999 |
| Jimmy Buffett               | No Woman, No Cry             | Margaritaville Cafe: Late Night Live       | 2000 |
| Spunge                      | No Woman, No Cry             | Room for Abuse                             | 2000 |
| Africa Unite                | Concrete Jungle              | 20                                         | 2001 |
| Damian Marley               | And Be Loved                 | Blue Crush soundtrack                      | 2002 |
| O.A.R./Night Shift          | Stir It Up                   | Any Time Now                               | 2002 |
| 5'Nizza                     | Jammin'                      | Unplugged                                  | 2002 |
| Johnny Cash & Joe Strummer  | Redemption Song              | Unearthed                                  | 2003 |
| Ziggy Marley & Sean Paul    | Three Little Birds           | Shark Tale Soundtrack                      | 2004 |
| Xavier Rudd                 | No Woman, No Cry             | Solace                                     | 2004 |
| Madness                     | So Much Trouble in the World | The Dangermen Sessions Vol. 1              | 2005 |
| Honeytribe                  | No Woman, No Cry             | Torch                                      | 2006 |
| Chris Cornell               | Redemption Song              | Unplugged in Sweden                        | 2006 |
| Hedley                      | No Woman, No Cry             | N/A                                        | 2008 |